# Дванадцятимильне коло

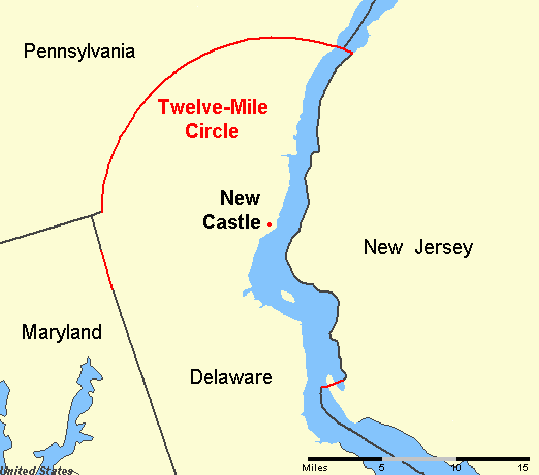
Дванадцятимильне коло

Дванадцятимильне коло (англ. The Twelve-Mile Circle) — окружність радіусом 12 миль (19 км 312 м), центр якої знаходиться у центральній частині міста Ньюкасл, штат Делавер. Фрагмент цієї окружності утворює більшу частину кордону між американськими штатами Пенсільванія і Делавер.

## Історія
В 1750 році центр окружності був зафіксований на куполі будівлі суду у Ньюкаслі. Окружність продовжується по водній поверхні річки Делавер. Невеликий фрагмент Дванадцятимильного кола, відомий як «Arc Line», є частиною Лінії Мейсона — Діксона, яка відділяє Делавер від Меріленду. Дванадцятимільне коло є єдиною внутрішньою територіальною межею Сполучених Штатів, яка є справжньою дугою окружності, а не набором прямих відрізків (за винятком кордонів, проведених удовж ліній широти, як-от більша частина канадсько-американського кордону, які у загальному сенсі також є окружностями з центром на Північному полюсі).
Своїм існуванням Дванадцятимильне коло завдячує документу, який Вільям Пенн отримав від герцога Йоркського (майбутнього короля Англії Якова II) 24 серпня 1682 року, і який подарував Пенну «все місто Ньюкасл, зване також Делавер, й усі ділянки землі в межах дванадцятимильного кола довкола цього місця і до річки Делавер в Америці й усі острови на тій самій річці Делавер і саму вищезазначена річку з її руслом, що лежать на північ від південної частини вищезазначеного кола довкола вищезазначеного міста».
Той факт, що коло продовжується по дзеркалу річки Делавер, призвів до незвичайного територіального розподілу, своєрідної географічної дивини. Більшість територіальних кордонів, що пролягають по водотокам, проводиться або удовж серединної лінії (метод Грота), або, частіше, удовж лінії тальвегу (серединної лінії головного течії). Однак у межах Дванадцятимильного кола все русло річки Делавер до відмітки найнижчого припливу є, згідно з текстом документа, територією штату Делавер, тоді як східний берег належить штату Нью-Джерсі.
Нью-Джерсі багато разів намагався оспорити цей документ, і решта кордонів по річці Делавер встановлена традиційним методом (удовж тальвегу). Територіальна суперечка розглядалася Верховним судом Сполучених Штатів у 1934 і 1935 роках. Рішення суду 1934 року містить розлогий екскурс в історію претензій двох штатів на цю територію, а рішення 1935 року заборонило штатам Нью-Джерсі і Делавер піднімати питання про юрисдикцію над цією територією у майбутньому.
Незважаючи на застереження суду проти подальших позовів щодо цього питання, воно знову було винесено на розгляд в листопаді 2005 року, коли ухвала штатом Нью-Джерсі проекту будівництва на своєму боці річки Делавер терміналу транспортування зрідженого газу увійшло у протиріччя з законом штату Делавер про прибережну зону. 23 січня 2006 року суд призначив особливого експерта для вивчення територіальної суперечки; скоріше за все, судова справа затягнеться на багато років. Тим часом Палата представників штату Делавер розглядала можливість прийняття символічної постанови з наказом Національній гвардії захистити інтереси штату, а законодавці Нью-Джерсі виступали з напівсерйозними коментарями стосовно лінкора-музею «Нью-Джерсі», пришвартованого неподалік від місця проектованого терміналу.

## Межування
Існують чутки про те, що геодезичними виміряннями на Дванадцятимильному колі займався Девід Ріттенхауз, знаменитий пенсильванський астроном і механік, однак скоріше за все це не так. Вперше Коло було виміряне землемірами Тейлором і Пірсоном у 1701 році. Вільям Бартон у книзі «Спогади про життя Девіда Ріттенхауза» (1813) припускає, що Ріттенхауз міг брати участь у таких виміряннях у 1763 році на підставі одного з листів астронома, в якому він згадує гроші, отримані «за мій візит до Ньюкасла», однак немає ніяких вказівок щодо того, за що саме Ріттенхауз отримав платню. Його біограф Брук Хіндл гадає, що Ріттенхауз міг допомагати з розрахунками широти і довготи.